# Association of Track and Field Statisticians
Association of Track and Field Statisticians ATFS (pol. Stowarzyszenie Statystyków Lekkiej Atletyki) – stowarzyszenie powołane do życia 26 sierpnia 1950 roku w Brukseli w czasie mistrzostw Europy. 
ATFS jest organizacją międzynarodową, tworzoną przez wolontariuszy, których celem jest gromadzenie i rozpowszechnianie statystyk lekkoatletycznych. Od 1951 roku stowarzyszenie publikuje rocznik, którego pierwsze wydanie zostało opublikowanie w szwajcarskim Lugano. 